# Petroglifos de Mogor

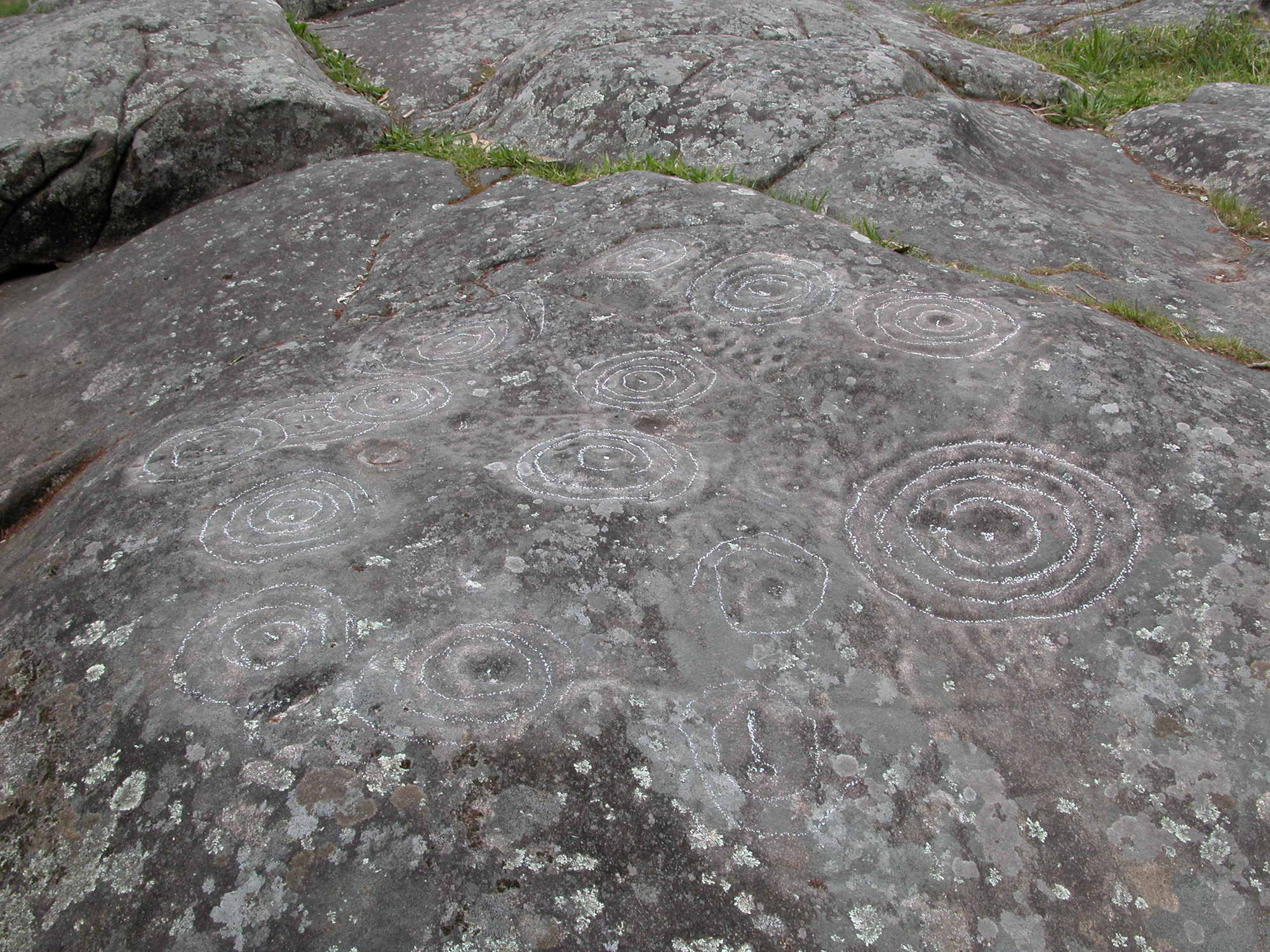
Petroglifos de Mogor

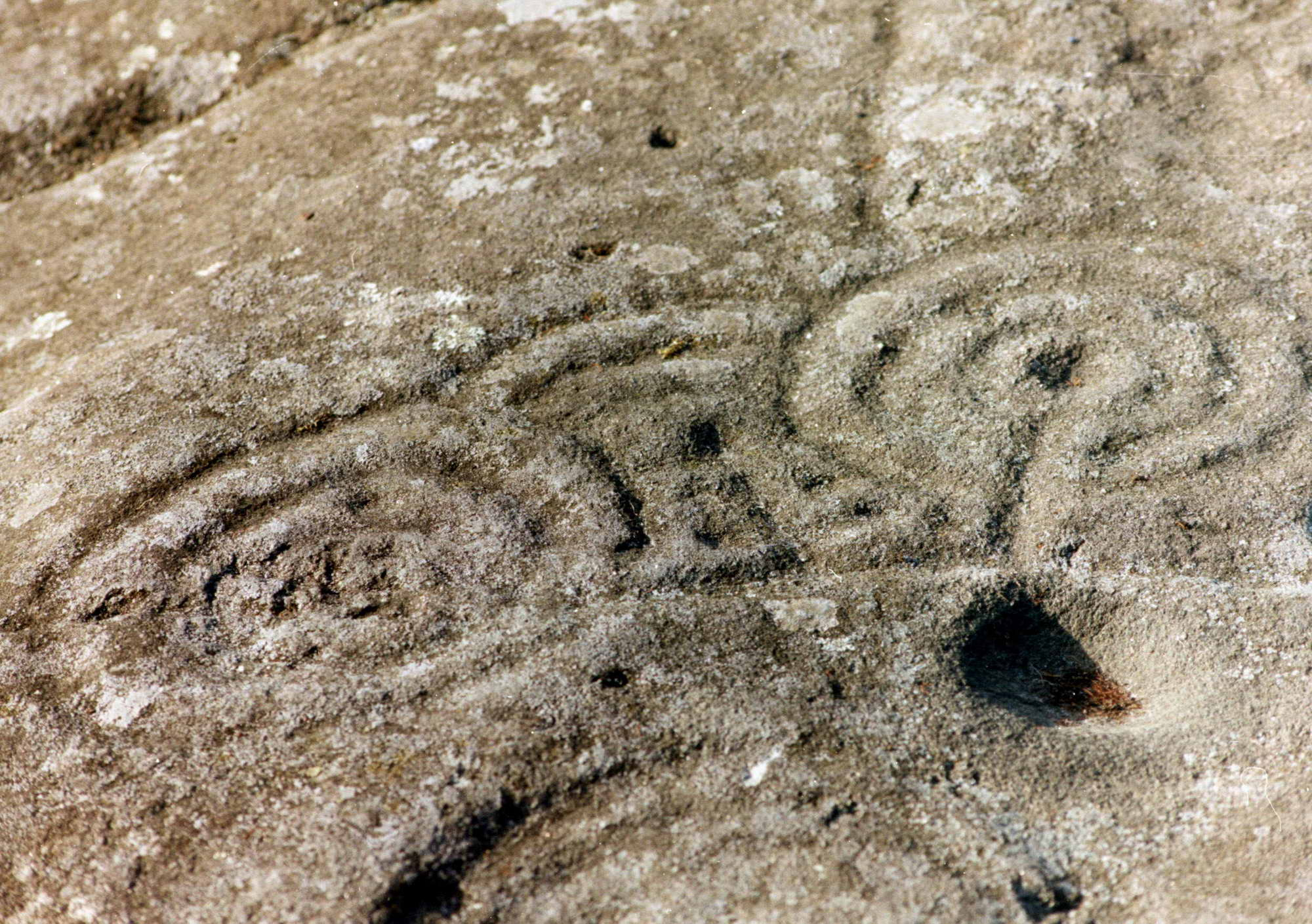
Petroglifos de Mogor

Los petroglifos de Mogor, conocidos popularmente como Laberintos de Mogor, es una de las estaciones rupestres más reproducidas y analizadas de toda Galicia. Se encuentra en el lugar de A Barriada, situado en Mogor, una parroquia del ayuntamiento de Marín, provincia de Pontevedra. Forma parte del conjunto de arte rupestre de Terras de Pontevedra.
Se compone de tres conjuntos de grabados rupestres visibles, aunque existieron en la zona hasta siete grupos rocosos con grabados, entre ellos algunos de los escasos laberintos encontrados de momento en Galicia. Constituyen una muestra excepcional del denominado Grupo Galaico de Arte Rupestre, ejemplos de arte rupestre repartidos por toda la comunidad gallega y que tienen su origen entre los años 1800 y 600 a. C.
El motivo del laberinto, característico de los petroglifos de Mogor, es atípico en el conjunto del arte rupestre gallego, conociéndose sólo cinco ejemplos, todos ellos en la provincia de Pontevedra.

## Características
Los tres conjuntos de grabados rupestres de Mogor son los siguientes:
- La Pedra do Labirinto es una roca de forma alargada, de unos 5 x 1,5 metros, que representa un laberinto formado por unos surcos anchos y profundos alrededor de una cazoleta y con unos apéndices en la parte superior. En el resto de la superficie de la roca hay más combinaciones circulares con cazoleta en el centro y círculos sencillos, más superficiales que el anterior.
- La Pedra dos Campiños, situada a unos diez metros de la anterior, es otra roca llana en la que los grabados son más cuidados y los surcos menos profundos. En ella también se representa un laberinto, pero este carece de la cazoleta central y de los apéndices. El laberinto está muy borroso y desgastado, por lo que sólo puede percibirse bajo determinadas condiciones de luz. La roca está hundida, lo que ha afectado levemente al surco superior del laberinto.
- La Laxe dos Mouros presenta veintitrés combinaciones circulares ligadas por líneas curvas, varios grupos de cazoletas, dos combinaciones pseudo-laberínticas, cuatro círculos sencillos y un cérvido (aunque este último casi imperceptible). Antiguamente esta losa era conocida por el nombre de "pedra da moura encantada".

## Centro de interpretación
Los petroglifos están en una zona ajardinada que intenta recrear un ambiente arqueológico. Existen pasarelas que permiten su visión desde lo alto sin tener que pisar las piedras ni los grabados. Estas estructuras forman parte del centro de interpretación de los petroglifos de Mogor, cuya construcción finalizó a finales de 2011. Hace unos meses, el ayuntamiento de Marín y la Junta de Galicia firmaron un convenio para musealizar todo este ámbito.

## Otros conjuntos rupestres en Marín
Además de los conocidos petroglifos de Mogor, el ayuntamiento de Marín cuenta con grabados rupestres en Cachada Grande, Carballás, Champás, Chan da Lagoa, Cadro, Pornedo (en la parroquia de San Xulián), y en A Godalleira y Sete Espadas (en la parroquia de San Xurxo de Mogor).
Su estado de conservación, en general, y a pesar de ser declarados monumentos histórico artísticos, no es el adecuado, pero tuvieron mejor suerte que otros que desaparecieron como los de Teixugueira, Laxe o la conocida como Pedra dos Namorados.